# 李さん一家

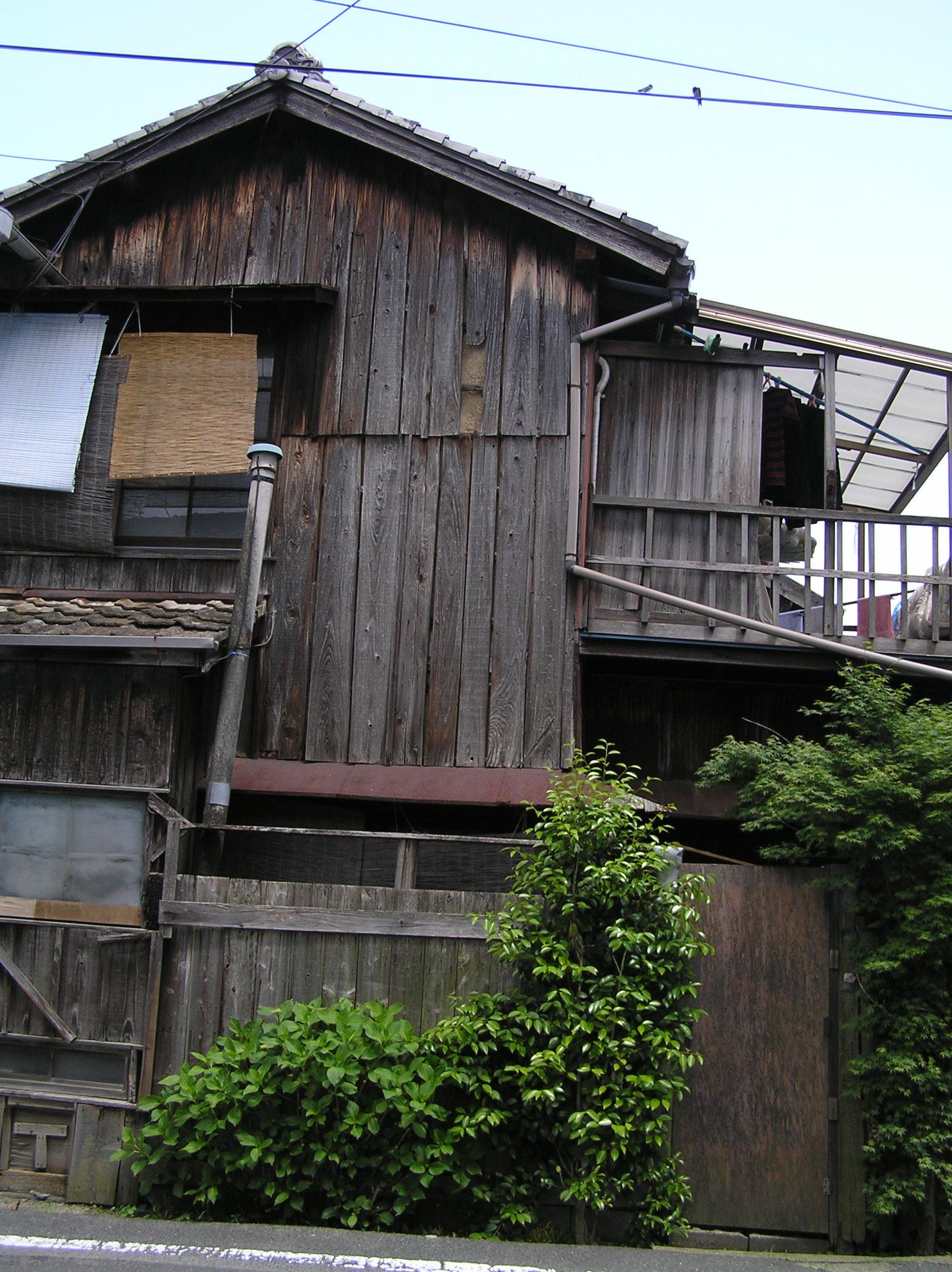
「李さん一家」に登場する郊外の一軒家によく似た民家

『李さん一家』（りさんいっか）は、『ガロ』1967年6月号に掲載されたつげ義春の短編漫画。

## 概要
『ねじ式』、『紅い花』、『ゲンセンカン主人』、『無能の人』等と共に短編の多いつげの代表作。最後の唐突な終わり方と李さんの飄々とした台詞、主人公でありながら李さん一家とはどことなく距離を置いた語り口などユニークな作風は、他の作家をも刺激し、数多くの漫画家が作品の中で模倣した。当初は『無能の人』のような連作として構想していた。主役は李さんであり、主人公の青年は進行役になっている。
作品のヒントとなったのは、唐木順三の『無用者の系譜』で、そこには世捨て人的な人物が描かれており、作中に井原西鶴の『置土産』という作品中の「ぼうふら売り」の節が紹介されている部分であった。そこにつげは深い感銘を受ける。西鶴の作品のあらすじは、江戸時代の裕福な商家の旦那がさんざん女遊びを繰り返したうえ、虚栄に満ちた商家が嫌になって家とは縁を切り、一人の女郎と結婚して貧乏生活を始める。二人はどぶに入り、ぼうふらを採って金魚の餌として売り、生計を立てる。当時としても最低の生活である。子供も一人できるものの、かつての遊び仲間の旦那衆に知られ、面倒を見るから再起するよう説得されるが二人は応じない。生活は貧窮し、お茶を沸かす薪もなく妻は仏壇の扉を外してナタで割って七輪にくべる。
つげは、西鶴のその話に非常な感銘を受け、李さんを思いついた。西鶴の描くぼうふら売りの夫婦こそ、一切の社会から脱落して真の安らぎと自由を得た人物であり、宗教で説く「執着を離れる」ことだとつげは感じた。当時よりつげの内面には、世の中から落ちこぼれ、外れた方が生きやすいという考えが潜在していた。
主役を在日朝鮮人である「李さん」にした理由について、特に朝鮮人にこだわったわけではないが、朝鮮人であるがために定職に就けず、浮浪者のような生活をしている立場ではあるが、ぼうふら売りのように自発的に社会から脱落したわけではなく、脱落させられた否定的存在ではありながら、むしろそれはつげにとっては気楽な立場に思え、宗教で説く自己放下に通じるのではないかと感じていた。

## あらすじ
ある日突然、郊外の一軒家で優雅な田舎暮らしを楽しんでいた主人公の家の2階に、在日朝鮮人で、鳥語を話す李さん一家が住み着いてしまったことに派生する日常的な事件の描写である。
『ねじ式』、『ゲンセンカン主人』のようなシュールなストーリー展開や、『無能の人』シリーズに見られる主観性や暗さも無く、どこか覚めた目で自分自身に起こる事件の描写が淡々と綴られてゆく。
そのユーモラスな展開と、ラストシーンの唐突な終わり方により、読者が受ける虚空に投げ出されたような空虚感が特に印象的である。漫画評論家の権藤晋は、この作品の魅力を、「ナンセンス・ユーモア、または不条理劇の面白さであり、深い哲学は無い」と表現した。

## 続編
『李さん一家』発表からわずか3か月後、漫画家のつりたくにこは『ガロ』1967年9月号に『続・李さん一家　それから』と題したパロディ作品を「つぎ宛春」の名義で発表している。この作品では主人公の家の2階に住んでいた李さん一家が1階に越してくるなど、続編を意識した内容となっている。
一方、つげは1970年に双葉社の『現代コミック』創刊号に続編の『蟹』を掲載している。続編として新たに構想されたものではなく、雑誌の創刊が急に決まったことから、『李さん一家』の構想段階で使用しなかったアイディアを漫画化したものと作者は語っている。突然、主人公の家の縁の下に蟹が住みついたことがもたらす小さな騒動を、前作以上に淡々とした日常の中に描いている。
前作ではわけの分からない闖入者として描かれていた李さんが、こちらでは蟹の生態に関して独特の理論を展開して主人公を唸らせるという、すっかり主人公の生活の師と化しているところに、両作品の間に『紅い花』や『ねじ式』を通過した作者の境地が垣間見られるようにも思われる。実際、この直後に描かれた『やなぎ屋主人』以降、作者は夢と不安と自己否定の方向へ進むことになり、そういう意味でも『李さん一家』の続編として描かれた『蟹』は、井伏鱒二の文学や旅から影響を受けたユーモラスな作風に別れを告げる作品といえる。